# Primul Ordin (Războiul stelelor)

Emblema

Primul Ordin (engleză: First Order) este o putere militară fictivă din franciza SF Războiul stelelor. Apare prima oară în filmul din 2015 Trezirea Forței. Apărut din ruinele Imperiului Galactic după evenimentele din Întoarcerea lui Jedi (1983), organizația a preluat puterea în secret  timp de trei decenii. În Trezirea Forței, Primul Ordin a început executarea planului său de a învinge Noua Republică și de a revendica controlul galaxiei. Cavalerii lui Ren este un grup misterios de războinici de elită care este condus de Kylo Ren. Comandantul Suprem al Primului Ordin este desfiguratul și scheleticul Snoke pe care Robbie Collin de la The Telegraph l-a descris ca pe o "groază cavernoasă".
Scenaristul/regizorul filmului Trezirea Forței, J.J. Abrams, a afirmat că Primul Ordin este inspirat de teoria ODESSA, care implică existența unor presupuși ofițeri SS care ar fi fugit în Argentina după cel de-al doilea război mondial.

## Legături externe
- Cloned, Recruited, and Kidnapped: Military Evolution in the Star Wars Universe Tor.com 30 martie 2016